# The Knight Before Christmas
The Knight Before Christmas ist ein US-amerikanischer Weihnachtsfilm der Regisseurin Monika Mitchell aus dem Jahr 2019. Er wurde weltweit am 21. November 2019 auf dem Streamingdienst Netflix veröffentlicht.

## Handlung
Norwich, Dezember 1334: Sir Cole, ein Ritter auf der Suche nach seiner wahren Bestimmung, trifft bei der jährlichen Falkenjagd kurz vor Weihnachten im Wald auf eine Zauberin, die ihn in die Gegenwart katapultiert, damit er dort seine Bestimmung findet und ein wahrer Ritter werden kann. Cole landet mitten auf dem Weihnachtsmarkt der Kleinstadt Bracebridge und wird beinah von der High-School-Lehrerin Brooke Winters angefahren, die erst vor Kurzem von ihrem Freund James betrogen und verlassen wurde. Da Brooke Schuldgefühle wegen des Unfalls hat, nimmt sie Cole bei sich auf. Er behauptet, dass er ein Ritter sei und zurück ins 14. Jahrhundert müsse. Brooke glaubt, dass Cole unter Amnesie leidet und will ihm helfen. Sie unterstützt ihn dabei, sich in der modernen Welt zurechtzufinden und herauszufinden, wie er seine mysteriöse wahre Aufgabe erfüllen kann – die einzige Tat, die ihn nach Hause zurückbringen wird.
Schnell freundet sich Cole mit Claire, der Tochter von Brooke’s Schwester Madison, an. Derweil merkt Brooke, dass Cole ihr gut tut und verliebt sich in ihn. Mit der Zeit glaubt sie sogar, dass Cole die Wahrheit sagt und tatsächlich aus der Vergangenheit stammt. Cole fragt sich mittlerweile, ob er in sein wahres Leben zurück will, denn auch er hat sich in Brooke verliebt.
Nach dem Cole Brooke beim Weihnachtsessen geholfen hat, kann er in sein altes Leben zurück. Schweren Herzens lässt er Brooke in Bracebridge zurück, die somit erneut von der Liebe enttäuscht wurde. In Norwich angekommen erkennt Cole, dass es ein Fehler war zurückzukehren. Er wünscht seinem Bruder, Sir Geoffrey, für dessen Ritterschlag alles Gute und kehrt mit Hilfe der Zauberin in die Gegenwart zurück. Im gegenwärtigen Bracebridge angekommen, gesteht er Brooke seine Liebe und sie reiten gemeinsam auf seinem Pferd davon.
In einer Postabspannszene wird Sir Geoffrey von einer Zauberin angesprochen, die ihm seine wahre Aufgabe zeigen will.

## Hintergrund
Im März 2019 wurde der Film durch Netflix angekündigt. Vanessa Hudgens übernimmt nicht nur die weibliche Hauptrolle, sondern ist auch als Produzentin beteiligt. Der britische Schauspieler Josh Whitehouse übernahm die männliche Hauptrolle.
Gedreht wurde der Film zwischen April und Mai 2019 in Orillia und Bracebridge in Ontario, Kanada. Die Norwich-Schlossszenen entstanden im Charleville Castle in Tullamore, Irland.

## Besetzung und Synchronisation
Die deutsche Synchronisation entstand nach einem Dialogbuch von Jesse Grimm und unter der Dialogregie von Gordon Rijnders durch die Synchronfirma RRP Media UG in Berlin.
| Rollenname            | Schauspieler       | Synchronsprecher  |
| --------------------- | ------------------ | ----------------- |
| Brooke Winters        | Vanessa Hudgens    | Marieke Oeffinger |
| Sir Cole              | Josh Whitehouse    | Tim Schwarzmaier  |
| Madison               | Emmanuelle Chriqui | Anna Dramski      |
| Sir Geoffrey          | Harry Jarvis       | Julian Tennstedt  |
| Alyson                | Mimi Gianopulos    | Josefin Hagen     |
| Mrs. Claus / Zauberin | Ella Kenion        | Almut Zydra       |
| David                 | Jean-Michel Le Gal | Armin Schlagwein  |
| Officer Stevens       | Arnold Pinnock     | Gabriel Merz      |
| Claire                | Isabelle Franca    | Victoria Glück    |

## Kritiken
Bei Metacritic erhielt der Film einen Metascore von 4,8/10 basierend auf 4 Rezensionen, bei Rotten Tomatoes waren 75 Prozent der 16 Rezensionen positiv.
Oliver Kube von Filmstarts.de urteilte, dass der Film „trotz billiger TV-Optik recht kurzweilig [...] und dank der romantischen Chemie ihrer Stars leicht verdauliche Fantasy-Komödie für die Festtage“ sei.